# Российская церковь христиан веры евангельской

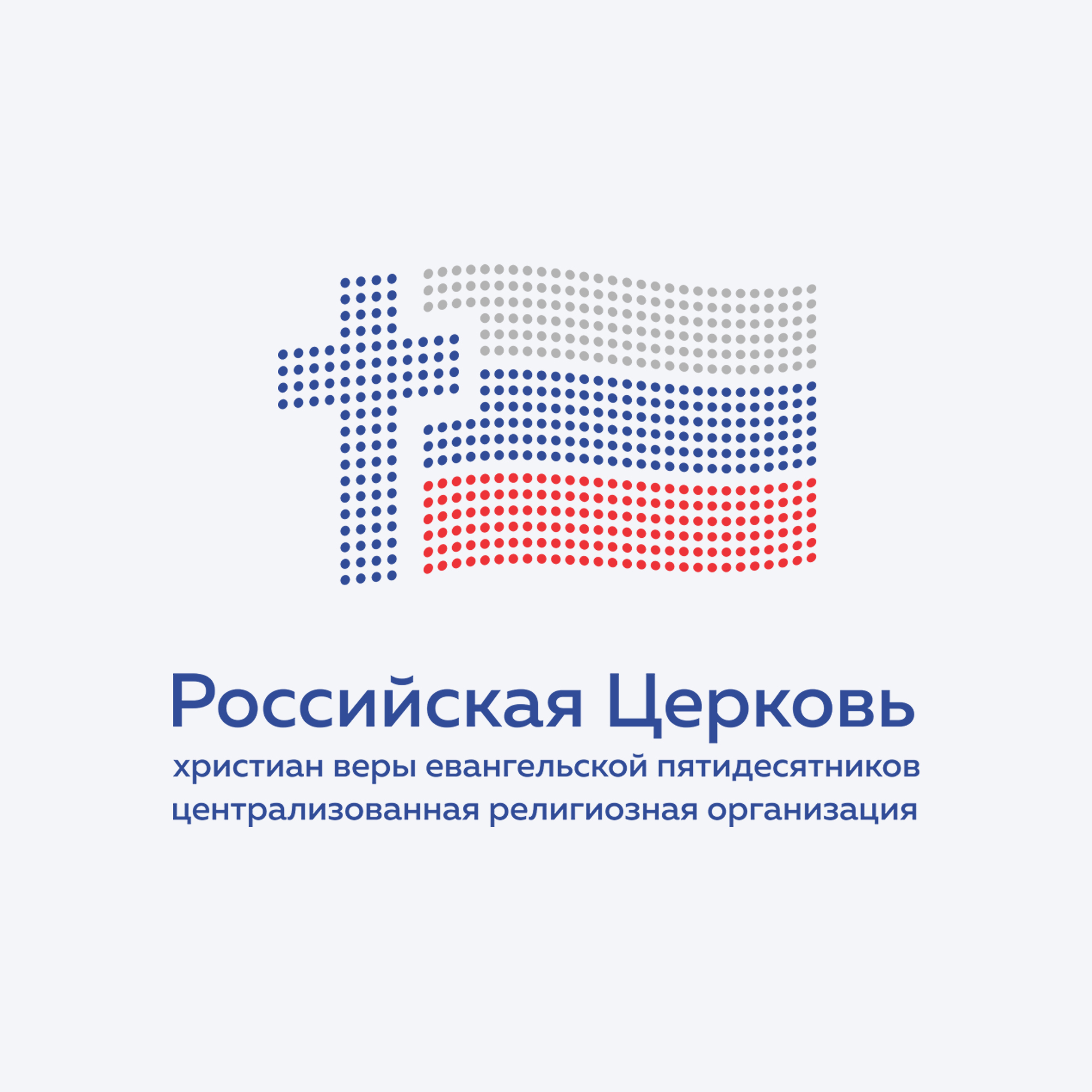
Логотип РЦХВЕ

Российская Церковь христиан веры евангельской пятидесятников (РЦХВЕ) — одно из объединений пятидесятничества в России. Входит во всемирное братство Ассамблеи Бога. В составе объединения насчитывается около 2300 общин с числом прихожан более 300 тысяч человек, действует три теологических института, десятки библейских центров подготовки служителей. Учреждены и действуют 70 централизованных религиозных объединений Российской Церкви христиан веры евангельской.
Церковь принимает участие в общественной жизни страны, участвовала в разработке проекта Конституции РФ, принятой на референдуме 1993 года, подписала договор об общественном согласии, участвует в работе Комитета по связям с религиозными организациями при президенте РФ и кабинете министров РФ.
Начальствующий епископ РЦХВЕ Эдуард Анатольевич Грабовенко был избран на эту должность в декабре 2009 года, переизбран в октябре 2013 года. 9 октября 2020 года был избран на третий срок с 99% поддержки голосов.
Полное юридическое наименование: Централизованная религиозная организация Российская Церковь христиан веры евангельской пятидесятников.

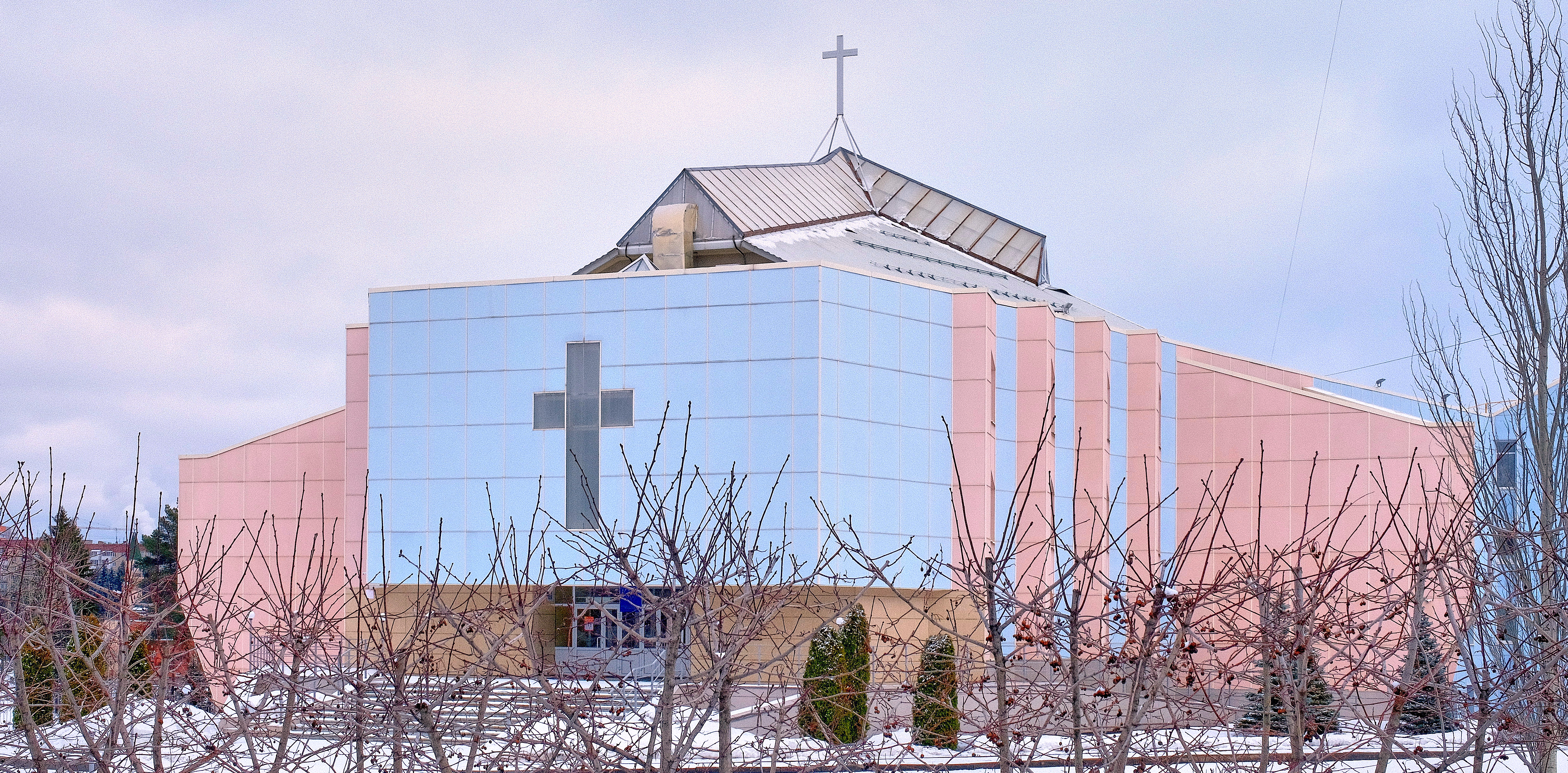
Церковь «Филадельфия» в Ижевске

Почему не РЦХВЕП, а РЦХВЕ. Официальное заявление информационного отдела РЦХВЕ во ВКонтакте: https://vk.com/wall-43139323_6415. Далее цитата:
В 2020 году к наименованию организации добавилось слово «пятидесятников». Теперь полное название звучит так: Централизованная религиозная организация Российская Церковь христиан веры евангельской пятидесятников.
Аббревиатура остаётся прежней — РЦХВЕ. Религиозные организации не имеют права использовать сокращённые наименования, поэтому эта аббревиатура используется только для хештегов в публикациях, в маркетинговых целях и для удобства произношения.

## Руководство РЦХВЕ (2020-2027)
- Начальствующий епископ РЦХВЕ — Эдуард Анатольевич Грабовенко
- Епископ РЦХВЕ, первый заместитель начальствующего епископа, заместитель начальствующего епископа в Приволжском федеральном округе, руководитель отдела социального служения — Василий Иванович Евчик
- Епископ РЦХВЕ, первый заместитель начальствующего епископа, заместитель начальствующего епископа в Приволжском и Уральском федеральных округах, руководитель отдела духовного образования – Павел Иванович Желноваков
- Епископ РЦХВЕ, первый заместитель начальствующего епископа, заместитель начальствующего епископа в Северо-Западном федеральном округе, руководитель международного отдела — Николай Игоревич Залуцкий

## Состав Совета РЦХВЕ
- Начальствующий епископ Российской Церкви ХВЕ Грабовенко Эдуард Анатольевич
- Первый заместитель начальствующего епископа в Приволжском ФО, епископ РЦХВЕ Евчик Василий Иванович
- Первый заместитель начальствующего епископа на Мурмане, епископ РЦХВЕ (С-ЗФО) Филык Виктор Викторович
- Первый заместитель начальствующего епископа РЦХВЕ, епископ Мурза Владимир Моисеевич
- Первый заместитель начальствующего епископа в Северо-Западном ФО, епископ РЦХВЕ Залуцкий Николай Игоревич
- Первый заместитель начальствующего епископа в Южном ФО, епископ РЦХВЕ Руденький Алексей Павлович
- Заместитель начальствующего епископа в Приволжском и Уральском ФО Желноваков Павел Иванович
- Заместитель начальствующего епископа в Дальневосточном ФО, епископ РЦХВЕ Ярмолюк Пётр Михайлович
- Зам. нач. епископа в Южном ФО, епископ РЦХВЕ Андронович Федор Николаевич
- Зам. нач. епископа в Сибирском ФО, епископ РЦХВЕ Панасовец Андрей Андреевич
- Зам. нач. епископа в Сибирском ФО, епископ РЦХВЕ Боярчук Анатолий Леонидович (ум. 2020)
- Руководитель администрации начальствующего епископа РЦХВЕ Боричевский Иван Иванович
- Епископ РЦХВЕ Краснодарского края Накул Сергей Юрьевич
- Епископ РЦХВЕ Республики Бурятия Марчук Иван Кондратьевич
- Зам. нач. епископа в Центральном ФО, епископ РЦХВЕ Тропец Григорий Владимирович
- Епископ РЦХВЕ Центрального объединения (ЦФО) Рещиковец Назар Павлович
- Епископ РЦХВЕ Вологодской области (С-ЗФО) Моцьо Владимир Андреевич
- Епископ РЦХВЕ Республики Коми (С-ЗФО) Величко Фёдор Никитович
- Епископ РЦХВЕ Республики Коми Кудров Павел Георгиевич
- Епископ РЦХВЕ Ленинградской области (С-ЗФО) Линник Сергей Моисеевич
- Епископ РЦХВЕ Республики Карелия (С-ЗФО) Акименко Фёдор Владимирович
- Епископ РЦХВЕ Магаданской области Воскобойников Николай Петрович
- Епископ РЦХВЕ Ростовской области Колесниченко Павел Григорьевич
- Епископ РЦХВЕ Ханты-Мансийской области Матвейчук Вячеслав Иванович
- Епископ РЦХВЕ Республики Башкортостан Мальцев Владимир Иванович
- Епископ РЦХВЕ Ставропольского края Селезнёв Валерий Фёдорович
- Епископ РЦХВЕ Челябинской области Николаев Александр Алексеевич
- Епископ РЦХВЕ Астраханской области Калинин Александр Александрович
- Епископ РЦХВЕ Брянской области Коняхин Николай Николаевич
- Епископ РЦХВЕ Ассоциации СХЦ Максимюк Виталий Владимирович
- Епископ РЦХВЕ Алтайского края Потапов Сергей Сергеевич
- Епископ РЦХВЕ Кемеровской области Хорощенко Андрей Александрович
- Старший пресвитер РЦХВЕ Саратовской области Мельников Андрей Александрович
- Старший пресвитер РЦХВЕ Самарской области Паклин Виталий Викторович
- Старший пресвитер РЦХВЕ Костромской области (ЦФО) Ивков Андрей Васильевич
- Старший пресвитер РЦХВЕ Смоленской области (ЦФО) Лисовский Андрей Владимирович
- Старший пресвитер РЦХВЕ Пензенской области Чекушин Алексей Михайлович
- Старший пресвитер РЦХВЕ Республики Удмуртия Жученко Виктор Васильевич
- Старший пастор РЦХВЕ Ивановской области (ЦФО) Трофименко Владимир Николаевич
- Старший пресвитер РЦХВЕ Республики Чувашия Шарафеев Дамир Альбертович
- Старший пресвитер РЦХВЕ Белгородской области (ЦФО) Кохан Борис Владимирович
- Старший пресвитер РЦХВЕ Нижегородской области Воронин Игорь Владимирович
- Старший пресвитер РЦХВЕ Ярославской области (ЦФО) Митрофанов Николай Николаевич
- Старший пресвитер РЦХВЕ Оренбургской области Кубасов Юрий Павлович
- Старший пресвитер РЦХВЕ Свердловской области Кобелев Алексей Валентинович
- Старший пресвитер РЦХВЕ Орловской области (ЦФО) Поспелов Александр Владимирович
- Старший пресвитер РЦХВЕ Тюменской области Княжев Андрей Викторович
- Епископ РЦХВЕ Омской области Горбенко Сергей Владимирович
- Старший пресвитер РЦХВЕ Алтайского края Инкин Игорь Николаевич
- Старший пресвитер РЦХВЕ Республики Тыва Колесниченко Павел Владимирович
- Старший пресвитер РЦХВЕ Новгородской области (С-ЗФО) Побединский Сергей Борисович
- Старший пресвитер РЦХВЕ Красноярского края Кузнецов Николай Викторович
- Старший пресвитер РЦХВЕ Кольских церквей (С-ЗФО) Макарчук Пётр Семёнович
- Старший пресвитер РЦХВЕ Архангельской области (С-ЗФО) Латышев Сергей Валерьевич
- Старший пресвитер РЦХВЕ Амурской области Елсуков Анатолий Иванович
- Старший пресвитер РЦХВЕ Калининградской области (С-ЗФО) Игнатенко Владимир Яковлевич
- Старший пресвитер РЦХВЕ Хабаровского края Момоток Леонид Иосифович
- Старший пастор церквей РЦХВЕ Республики Саха (Якутия) Ким Максим Владимирович
- Епископ РЦХВЕ Липецкой области Федчик Александр Филиппович
- Старший пресвитер РЦХВЕ церквей «Эммануил» Скляров Владимир Михайлович
- Старший пресвитер РЦХВЕ на Чукотке Кулинич Сергей Васильевич
- Старший пресвитер РЦХВЕ на Камчатке Кожакин Сергей Васильевич
- Старший пресвитер РЦХВЕ Республики Марий Эл Ярута Сергей Моисеевич
- Старший пастор церквей РЦХВЕ Арктики Онищенко Андрей Григорьевич
- Старший пресвитер РЦХВЕ Самарской области Кирильчук Ярослав Александрович
- Старший пресвитер РЦХВЕ Приморского края Домбраускас Ромуальдес Вацлово

## Исповедание веры РЦХВЕ
Принято на VII Юбилейном съезде Российской Церкви христиан веры евангельской 1 мая 2010 года от Рождества Христова город Москва.

Мы верим, что:
— Священное Писание, данное нам в 66 канонических книгах Ветхого и Нового Заветов — дословно богодухновенное, не подлежащее изменению откровение Бога;
— Священное Писание, представляя высшую и окончательную истину, является самым авторитетным правилом веры и поведения.

Мы верим, что:
— есть один Бог, особым образом вечно существующий в Трёх Лицах — Отец, Сын и Святой Дух;
— Бог — Дух, Единый по Своей сущности и Его атрибуты открыты нам в Священном Писании;
— Бог — Создатель видимого и невидимого миров, сотворивший всё сущее из ничего.

Мы верим, что:
— Иисус Христос — предвечный Сын Божий, Слово, истинный Бог и истинный Человек, Второе Лицо Святой Троицы;
— в одной Личности Господа Иисуса Христа таинственно соединились неслиянно, неизменно, неразлучимо и неразделимо две природы: божественная и человеческая;
— Он принял плоть от Духа Святого и девы Марии, сойдя на землю ради спасения людей, прожил безгрешную жизнь, был распят на кресте, сделавшись заместительной жертвой перед Отцом для искупления людей, телесно воскрес из мертвых для оправдания нашего, вознесся на небеса и воссел одесную Отца;
— Иисус Христос вновь возвратится на землю в силе и славе для вечного правления.

Мы верим, что:
— изначально человек был создан Творцом по образу и подобию Божьему невинным, безгрешным и праведным;
— человек, будучи свободным, по собственной воле нарушил заповедь Божию и через это стал грешным и смертным, что отделило его от Создателя;
— всеобъемлющая греховность и смертность распространилась на всех людей, оттого каждый человек от своих родителей наследует греховную природу и смерть.

Мы верим, что:
— спасение человека исходит от Бога по благодати и его основанием является Голгофская жертва Иисуса Христа за грехи человечества;
— человек принимает спасение посредством покаяния пред Богом и веры в Евангелие;
— возрождение Духом Святым абсолютно необходимо для личного спасения и является результатом покаяния и веры;
— внутренним свидетельством спасения человека является прямое свидетельство от Духа Святого;
— внешнее свидетельство спасения — жизнь спасенного в праведности и Божьей святости.

Мы верим, что:
— все раскаявшиеся и верующие в Иисуса Христа, как в личного Спасителя и Господа, должны быть крещены во имя Отца, Сына и Святого Духа посредством полного погружения в воду, согласно повеления Иисуса Христа;
— водным крещением они провозглашают миру о своей смерти со Христом для греха и совоскресении с Ним для новой жизни, а также обещают Богу свою добрую совесть;
— Причастие, состоящее из хлеба и плода виноградного, представляет собой символ единства Церкви, напоминает о Христовых страданиях и смерти, а также возвещает о Его втором пришествии;
— всем верующим во Христа надлежит совершать Причастие «доколе Он придёт».

Мы верим, что:
— все верующие в Иисуса Христа, как своего личного Спасителя, имеют обетование крещения Духом Святым;
— основными целями крещения Духом Святым являются: принятие сверхъестественной силы для христианской жизни, получение духовных даров для служения в Церкви, которая духовно есть Тело Христово.
— опыт крещения Духом Святым отличается от опыта возрождения свыше;
— физическим доказательством принятия крещения Духом Святым является знамение полностью преображенного Характера человека, как бы отражающего через своё мышление, поведение и поступки Характер Христа, а также говорения на иных языках.

Мы верим, что:
— Бог призывает нас жить в святости и Его воле, которую мы способны исполнить только с помощью Духа Святого;
— освящение является актом отделения от греха и посвящения себя Богу;
— процесс освящения осуществляется в жизни христианина посредством:
признания и принятия верой своего союза со Христом в Его смерти и воскресении;
постоянного водительства Духом Святым во всех сферах жизни.

Мы верим, что:
— Церковь — это Тело Христово, главой которого является Иисус Христос и которое состоит из рождённых свыше людей;
— Церковь призвана Богом исполнить Его план для человечества;
— существует единая вселенская Церковь и множество поместных церквей;
— вселенская Церковь состоит из всех спасенных Христом, ныне живых и умерших в Боге, без различия рас, языков и этнической принадлежности;
— поместная церковь — это собрание возрожденных свыше верующих, организованное и управляемое Духом Святым через дары служения;
— христиане каждой поместной церкви собираются вместе для прославления Бога, а также для назидания, увещания и общения друг с другом;
— земная миссия Российской Церкви христиан веры евангельской как части вселенской Церкви выражается в следующем:
быть Божьим инструментом в евангелизации мира;
быть действенным средством для распространения Царствия Божьего в стране и за рубежом;
быть Телом Христовым, в котором человек поклоняется и служит Богу;
быть местом, где каждый верующий преображается в образ Христов;
быть народом, демонстрирующим Божью любовь и сострадание ко всему миру.

Мы верим, что:
— каждому христианину необходимо посвятить всю свою жизнь для служения Господу в соответствии с Божьим призванием;
— каждый христианин обязан:
любить Бога и поклоняться Ему в духе и истине;
быть Божьим инструментом для назидания других верующих;
нести Евангелие Царствия;
служить людям в любви и сострадании.

Мы верим, что:
— Божественное исцеление — неотъемлемая часть Евангелия Царствия, важный элемент проявления Божьей силы в Церкви;
— освобождение от болезней обеспечено через искупительную жертву Иисуса Христа на кресте, которая дает возможность верующему получить исцеление по молитве веры.

Мы верим, что:
— Иисус Христос вновь придет на землю второй раз;
— главными целями второго пришествия Господа являются:
восхищение Церкви;
спасение остатка еврейской нации;
поражение антихриста;
суд над языческими народами;
установление Своего тысячелетнего Царствия на земле;
— первое воскресение умерших во Христе и присоединение к ним тех, кто останется в живых в ожидании пришествия Господа, является непосредственной и благословенной надеждой Церкви;
— видимое возвращение Господа на землю с Его святыми приведет к спасению народа Израиля и установит всеобщий мир на нашей планете;
— все остальные умершие воскреснут в день второго воскресения для суда у великого белого престола, где будут судимы согласно их поступкам:
одни унаследуют жизнь вечную;
другие — вечное осуждение;
— по обетованию Господа нас ожидают новое небо и новая земля, «на которых обитает правда».

## История церкви

### I-я половина XX века
Первые пятидесятнические организации возникли в России в 1907 году на территории Финляндии, входящей в состав Санкт-Петербургской губернии Российской империи[прояснить]. В столице Российской империи Санкт-Петербурге общины пятидесятников появились в 1913 году. В начале двадцатых годов учение пятидесятников распространилось практически по всей России. Особая роль здесь принадлежит И. Е. Воронаеву, сумевшему из разрозненных общин создать пятидесятническое движение. 

В 1926 состоялся I всеукраинский съезд пятидесятников, где пятидесятники начали именоваться Всеукраинский Союз Христиан Евангельской Веры. К 1927 году Союз ХЕВ насчитывал 350 общин с более чем 17 000 прихожан. Из-за притеснений 20х годов Союз ХЕВ переходит на нелегальное положение. В 1930 году Воронаев и многие братья были арестованы. Следующим по численности объединением пятидесятников были «шмидтовцы». В 20-е годы возникли пятидесятнические общины на территории Тернопольской, Ровенской и Брестской областей.
В 1929 году состоялся первый объединённый съезд, на котором было принято название — Союз Христиан Веры Евангельской в Польше. В этом же году начал издаваться журнал «Примиритель», который редактировал Шмидт. В результате присоединения западных областей Белоруссии, Украины и прибалтийских государств в 1939—1940 г. пятидесятнические общины шмидтовского направления оказались на территории СССР.
В 40-е годы XX века власти страны вели преследование христиан протестантского направления. Закрывались молитвенные дома, десятки тысяч людей были арестованы, погибли в тюрьмах и лагерях. В годы войны правительство несколько ослабило жёсткую опеку над религиозной жизнью народа. В 1944 году баптисты и евангельские христиане объединились в союз, которым руководил Всесоюзный совет евангельских христиан-баптистов (ВСЕХБ).

### С 1945 по 1990 гг.
В 1945 году руководители ВСЕХБ и четыре епископа Союзов ХЕВ и ХВЕ подписали Августовское соглашение, согласно которому пятидесятники получили право присоединяться к общинам евангельских христиан-баптистов на условиях отказа от моления "на языках" на богослужениях и от обряда омовения ног перед причастием, который практиковали пятидесятники-воронаевцы. Часть верующих приняла эти условия, однако, уже через несколько лет выяснилась сложность сосуществование в одном объединении двух конфессий. Нередко пятидесятники чувствовали себя в общинах ЕХБ людьми второго сорта. Зачастую и баптисты были недовольны навязанным союзом. В конце 1940-х годов в стране наметился рост пятидесятнического подполья. В 1957 году епископ ХВЕ Афанасий Бидаш организовал в Харькове подпольное совещание, участники которого приняли решение о возрождении Союза ХВЕ. По призыву своих руководителей пятидесятники в массовом порядке выходили из общин ЕХБ и подавали заявления о регистрации собственного союза. Однако власти ответили на это новой волной арестов. в годы Хрущёвской антирелигиозной кампании пятидесятники были признаны сектой, носящей изуверский и антигосударственный характер (наряду с адвентистами-реформистами, Свидетелями Иеговы и др.). После кампании власти произвели корректировку вероисповедной политики. В конце 1960-х годов пятидесятники получили право регистрировать свои общины на автономных началах. К 1985 году в СССР было зарегистрировано около 200 автономных общин ХВЕ.

### 1990 г. — по настоящее время

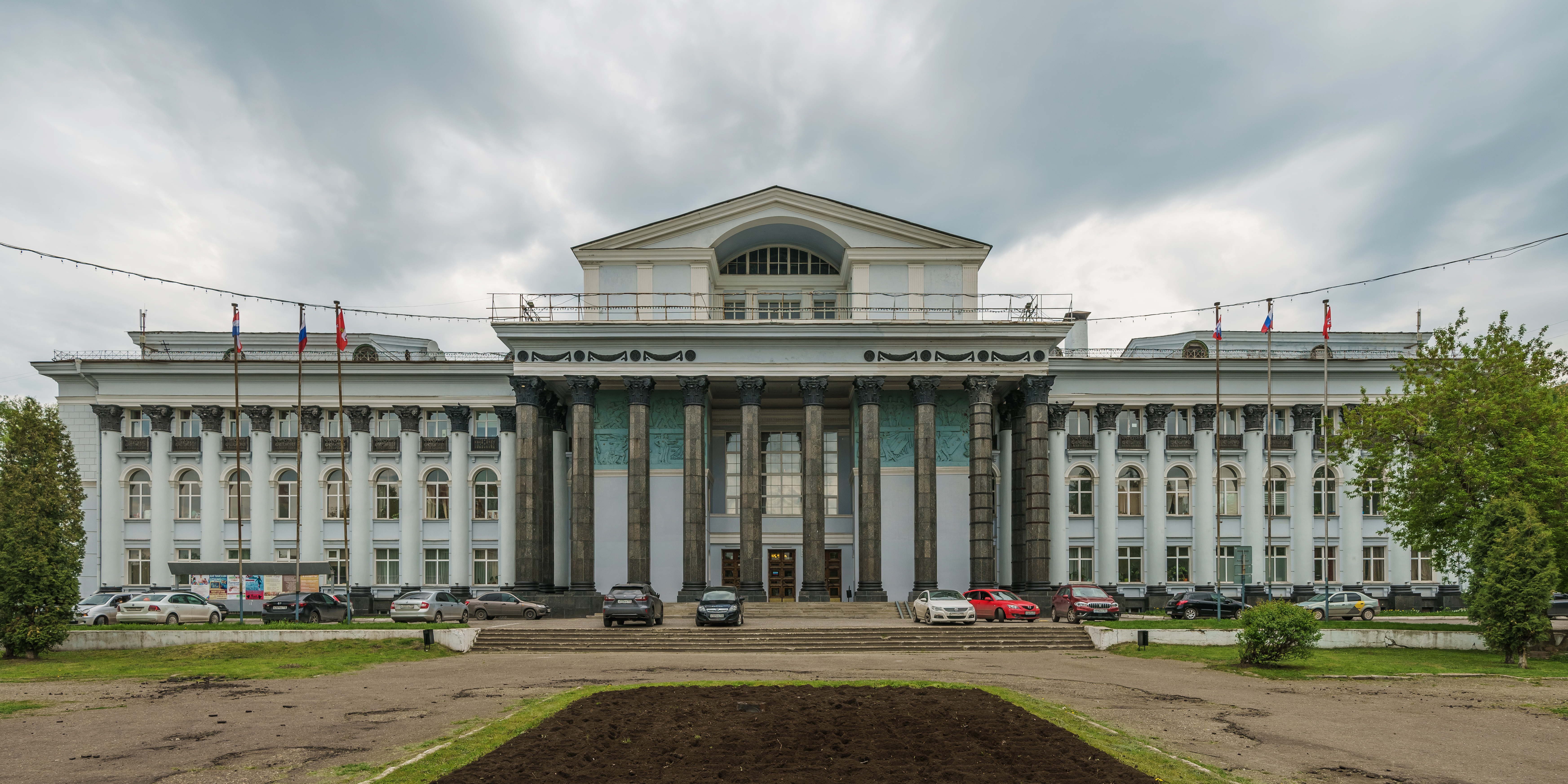
Крупнейший в России дом молитвы Церкви «Новый Завет» (Дворец культуры им. В. И. Ленина) в Перми

В 1990 году был созван I съезд союза пятидесятников России, который принял свой устав и наименование — Союз христиан веры евангельской РСФСР (позднее Российской Федерации).
В марте 1994 года в Москве был проведён II съезд христиан веры евангельской Российской Федерации, а в марте 1998 года, также в Москве — III съезд, на котором было выбрано руководство Союза и утверждены дополнительные изменения, внесённые в Устав Союза ХВЕ в соответствии с требованиями нового Федерального Закона «О свободе и о религиозных объединениях». IV съезд был проведён в феврале 2002 года в Москве, где было выбрано новое руководство Союза.